# Scaptius ignivena
Scaptius ignivena är en fjärilsart som beskrevs av James John Joicey och Talbot 1917. Scaptius ignivena ingår i släktet Scaptius och familjen björnspinnare. Inga underarter finns listade.